# Lac Manchar
Le lac Manchar – en anglais, Lake Manchar (en sindhi : منڇر ڍنڍ) – est un lac de barrage au Pakistan, situé dans le Sind. Connecté en 1921 au lac Hamal situé plus au nord, il a été agrandi lors de la construction du barrage de Sukkur en 1930. C'est le lac le plus grand du Pakistan.
Il s'agit du lieu de vie du peuple Mohana, qui selon la légende, descendrait de Noé. Traditionnellement, ils habitent sur des bateaux formant des villages flottants, dont un seulement subsiste en 2020 : en effet, ils ont peu à peu été contraints de se sédentariser sur les rives du lac à cause de la pollution grandissante due à des rejets chimiques, qui tue de nombreux poissons, principale ressource de ce peuple de pêcheurs.

## Article détaillé en anglais
- (en) Lake Manchar